# Ozero, Volodîmîreț
Ozero (în ucraineană Озеро) este o comună în raionul Volodîmîreț, regiunea Rivne, Ucraina, formată numai din satul de reședință.

## Demografie
Componența lingvistică a comunei Ozero
     Ucraineană (99,23%)
     Alte limbi (0,64%)
Conform recensământului din 2001, majoritatea populației comunei Ozero era vorbitoare de ucraineană (99,23%), existând în minoritate și vorbitori de alte limbi.